# Ali Dschannati

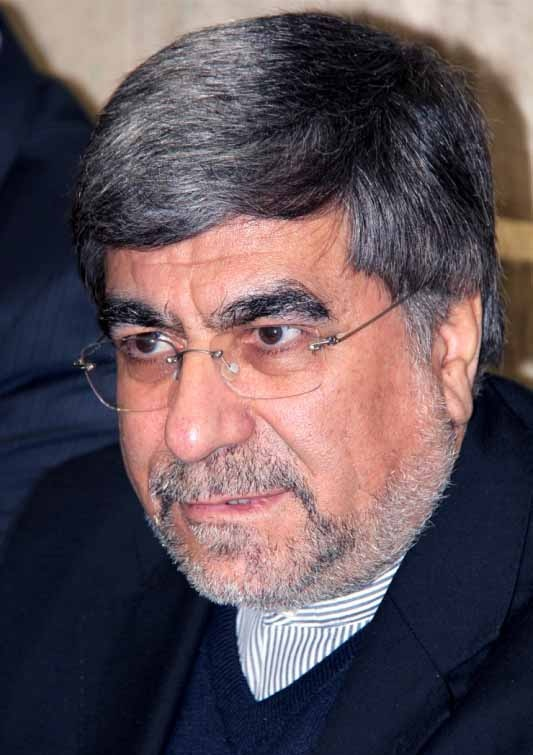
Ali Dschannati (2013)

Ali Dschannati  (anhörenⓘ persisch علی_جنتی / Ali Jannati; * 1949) ist ein iranischer Politiker und Diplomat. Er wurde im August 2013 zum Minister für Kultur und islamische Führung der Regierung Rohani bestellt.

## Leben
Dschannati ist der Sohn des Ajatollahs und Vorsitzenden des Wächterrats Ahmad Dschannati und studierte an der Haghani-Schule, einer Kaderschmiede des Regimes. Nach Eintritt in die Revolutionsgarden wurde er Oberkommandierender in der Provinz Chorasan, dann Gouverneur der Provinz Chuzestan. Nach einem Wechsel zum Staatssender Islamic Republic of Iran Broadcasting wurde er dort Justiziar. Von 1998 bis 2005 war er Botschafter in Kuwait. Nach Positionen als Vizeminister im Außen- und Kultusministerium wurde er 2013 Minister für Kultur und islamische Führung.
Als Bundesaußenminister Frank-Walter Steinmeier ein Konzert von Daniel Barenboims Orchester in der Islamischen Republik Iran initiierte und dafür die Schirmherrschaft übernahm, scheiterte im August 2015 das Vorhaben daran, dass dessen Regierung laut Dschannatis Ministeriumssprecher „das zionistische Regime  nicht an[erkennt] und auch nicht mit Künstlern dieses Regimes zusammenarbeiten [wird]“. Mit „zionistisches Regime“ ist der Staat Israel gemeint, dessen Staatsbürgerschaft Barenboim neben der Palästinas besitzt.